# Technicentre de maintenance de Vénissieux
Ne doit pas être confondu avec Technicentre Industriel de Vénissieux.
Le Dépôt de Vénissieux est un Technicentre de maintenance de la Société nationale des chemins de fer français (SNCF). Il fait partie de l'unité opérationnelle de Vénissieux - Saint-Etienne. Le site assure la maintenance des rames du TER Auvergnes-Rhône-Alpes et de quelques locomotives au tour en fosse.

## Situation
Le Dépôt de Vénissieux est situé sur le territoire de la commune de Vénissieux à l'adresse 10 Avenue Pierre Sémard dans le département du Rhône en région Auvergne-Rhône-Alpes. Il est implanté le long de la ligne de Lyon-Perrache à Marseille-Saint-Charles (via Grenoble) entre les gares de Jean Macé et de Vénissieux. 

## Historique

### Les débuts
Le dépôt de Vénissieux ouvre en 1920 par la compagnie du PLM (Paris-Lyon-Méditerranée) comme annexe du dépôt de Lyon-Mouche et Lyon-Vaise. Il assure à ses débuts la maintenance des locomotives à vapeur de série 4400. Le dépôt devint autonome en 1921 et la rotonde est achevée en 1922. Les installations étaient à l'époque identiques à ceux du dépôt de Chalons-sur-Saône. 12 voies de la rotonde nord furent aménagées en 1936 en centre autorail afin de recevoir les autorails Bugatti jusqu'en 1939 avant leurs affectation dans l'Ouest et à Strasbourg. En 1938 à la suite de la nationalisation du réseau ferroviaire français, le dépôt est repris par la SNCF. 

#### L'après guerre et la reconversion au diesel
À la suite de l'électrification des lignes et notamment l'artère impériale Paris - Lyon, l'effectif des locomotives à vapeur diminue. En octobre 1964, on ne comptaient que 32 locomotives. Le dépôt de Vénissieux est alors voué à disparaître. Mais il sera finalement reconvertit à la traction diesel avec la mutation de locomotives CC72000, BB67300, BB67400, BB66000, BB63000, BB63500 puis BB66400 et BB67500. En 1973, le dépôt reçoit les turbotrains RTG, et provoque la création d'un nouvel atelier de maintenance.

#### Le service actuel
Le dépôt de Vénissieux à aujourd'hui été converti à la traction électrique, il assure la maintenance des rames TER pour le compte de la région Auvergne-Rhône-Alpes. Le site de Vénissieux prend l'appellation de Technicentre et est rattaché au site de Saint-Etienne. En 2009, l'atelier polyvalent équipé de 2 voies est créé. En 2024, un nouvel atelier est inauguré, parallèle à l'atelier polyvalent. En 2024, le Technicentre reçoit également les nouvelles rames Z55900, sous série des Z55500 appartenant à la série des Régio2N.

## Installations
Le principal atelier du dépôt est l'atelier dit "rames", construit à l'origine pour les turbotrains ETG et RTG. Il est destiné à la maintenance polyvalente et partage son activité avec les ateliers dit "polyvalent" plus moderne. Le site de Vénissieux comporte un vérin en fosse permettant le remplacement des organes sous caisse (bogies, essieux, blocs freins) et d'un tour en fosse assurant le reprofilage des roues. A l'extérieur se trouve des voies destinées au remisage et au lavage des engins. Une station de lavage est également présente.

## Matériels entretenus
A ce jour le site de Vénissieux assure l'entretient des rames TER Z23500, Z27500 (AGC), Z55500 et Z55900. Il reçoit également des Z24500 de l'unité opérationnelle de Lyon-Mouche - Grenoble, au vérin en fosse ainsi que divers automotrices B81500, B82500, X73500, X76500, locomotives et voitures Corail au tour en fosse.

## Vestiges historiques
La quasi-totalité de la rotonde ayant été détruite, il n'en reste aujourd'hui qu'un quart encore debout. L'atelier locomotive est lui aussi toujours présent mais n'accueil aucune activité. Au centre du site se trouve le château d'eau qui permettait le stockage de l'eau destiné à être rempli dans les locomotives à vapeur. Une fontaine permettant de remplir les locomotives est toujours présente.